# Беляев, Александр Тимофеевич
Александр Тимофеевич Беляев (1 (13) июня 1880 — 1959) — член IV Государственной думы от Ярославской губернии, крестьянин.

## Биография
Православный, крестьянин деревни Иваньково Покровско-Ситской волости Мологского уезда.
По окончании земской школы был отправлен в Санкт-Петербург, где служил сначала мальчиком, а затем приказчиком в магазине готовой обуви. В 1902 году вернулся в родную деревню, соорудил мукомольную водяную мельницу и занялся сельским хозяйством и торговлей. Имел 100 десятин собственной земли. Был председателем местного кредитного товарищества. До избрания в Думу с 1911 года состоял волостным старшиной Покровско-Ситской волости.
В 1912 году был избран в члены Государственной думы от Ярославской губернии съездом уполномоченных от волостей. Входил во фракцию прогрессистов и Прогрессивный блок до 31 октября 1916 года, когда фракция вышла из его состава. Состоял членом комиссий: земельной, о торговле и промышленности, по борьбе с немецким засильем, сельскохозяйственной, по рабочему вопросу.
Во время Февральской революции помогал разоружать правительственные войска в Петрограде. Дальнейшая судьба неизвестна. Был женат, имел шестерых детей.
Был вынужден скрываться от советской власти. До 1934 г. проживал в Ленинграде. После убийства С.Кирова перебрался в Московскую область в поселок Салтыковка, где и прожил до 1959 года. Похоронен на старом Николо-Архангельском кладбище.